# Thuần Vu Quỳnh
Thuần Vu Quỳnh (chữ Hán: 淳于瓊; ?-200), tự Trọng Giản (仲简), họ kép là Thuần Vu, là một vị võ tướng phục vụ dưới trướng lãnh chúa Viên Thiệu thời kỳ Hán mạt trong lịch sử Trung Quốc. Thuần Vu Quỳnh là một trong 3 đại tướng nổi tiếng của Viên Thiệu, ngang hàng với Trương Cáp, Cao Lãm. Ông được biết nhiều trong chiến dịch Quan Độ, với vai trò chỉ huy cánh quân bảo vệ kho lương của Viên Thiệu tại Ô Sào, bị quân Tào tập kích đánh tan tát, sau đó bị Tào Tháo bắt được và xử trảm.

## Hành trạng trong lịch sử
Thuẩn Vu Quỳnh gốc người Dĩnh Xuyên (nay là Hứa Xương, Hà Nam). Ông sớm tham gia binh nghiệp, giỏi chỉ huy binh sĩ, lập được nhiều quân công. Tháng Tám năm Trung Bình thứ 5 (188) thời Hán Linh Đế, lực lượng Cấm vệ Tây Viên quân được thành lập, chia làm 8 đội do các hiệu úy chỉ huy. Thuần Vu Quỳnh được phong chức Tá quân Hữu hiệu úy, cùng cấp với Trung quân hiệu úy Viên Thiệu, Điển quân hiệu úy Tào Tháo. Tất cả đều dưới quyền sai khiến của Thượng quân Hiệu úy Kiển Thạc, một hoạn quan trong phe Thập thường thị thời Hán mạt. 
Năm 189, Trung quân hiệu úy Viên Thiệu mang quân vào cung đánh giết hoạn quan báo thù cho Đại tướng quân Hà Tiến bị giết. Nhân cơ hội này, Tinh Châu mục Đổng Trác mang quân vào khống chế triều đình, phế Thiếu đế Lưu Biện, lập Hiến đế Lưu Hiệp. Nhiều quan viên rời kinh đô về địa phương xây dựng thế lực cát cứ. Thuần Vu Quỳnh cũng vì lý do đó, theo Viên Thiệu về Ký Châu.
Mùa đông năm Hưng Bình thứ 2 (195), xa giá của Hiến Đế đến Tào Dương thì bị binh mã của Lý Quyết truy đuổi để bắt về. Khi biết được tin này, mưu sĩ Thư Thụ đã khuyên Viên Thiệu nên đó Hiến Đế về Ký Châu. Tuy nhiên, Thuần Vu Quỳnh và Quách Đồ lấy do nhà Hán đã suy, khuyên Viên Thiệu bỏ qua. Cuối cùng, bỏ lỡ cơ hội, để Tào Tháo đón được Hiến Đế về Hứa Xương, từ đó lấy danh nghĩa của Thiên tử để ra lệnh cho các chư hầu.
Năm Kiến An thứ 4 (199), trước khi nổ ra trận Quan Độ, Viên Thiệu đã tiếp thu kế sách của Quách Đồ, chia quân bản bộ làm 3. Thuần Vu Quỳnh được giao thống lĩnh một trong 3 đạo quân này. Tháng 2 (al) năm 200, Thuần Vu Quỳnh cùng Quách Đồ, Nhan Lương lãnh binh công Đông quận. Tuy nhiên, Nhan Lương tử trận, đại quân triệt hồi về Quan Độ.
Tháng 10 (al) cùng năm, Viên Thiệu sai Thuần Vu Quỳnh và 5 thuộc tướng chỉ huy hơn 1 vạn quân phụ trách hộ tống quân nhu. Thuần Vu Quỳnh cho đóng quân doanh tại Ô Sào, cách đại doanh của Viên Thiệu khoảng 40 dặm. Trong khi quân Viên và quân Tào đang giao tranh ngang ngửa, mưu thần của Viên Thiệu là Hứa Du phản bội, chạy sang quy hàng Tào Tháo. Được tin tình báo của Hứa Du, Tào Tháo liền cho 5.000 quân tinh nhuệ của Hổ Báo doanh tập kích Ô Sào ngay trong đêm. Ban đầu, Thuần Vu Quỳnh tưởng quân Tào ít quân, xuất trận nghinh chiến, tuy nhiên, do quân Tào tấn công liệt, buộc Thuần Vu Quỳnh phải rút về doanh cố thủ. Viên Thiệu tuy có cử quân cứu viện, nhưng không phá được vòng vây của quân Tào. Cuối cùng quân doanh của Thuần Vu Quỳnh bị quân Tào phá tan, đốt cháy toàn bộ quân lương. Các thuộc tướng của Thuần Vu Quỳnh là Khôi Nguyên Tiến, Hàn Cử Tử, Lữ Uy Hoàng và Triệu Duệ đều tử trận.
Riêng Thuần Vu Quỳnh bị quân Tào bắt được trong loạn quân và bị xẻo mũi, sau tướng Tào Nhạc Tiến phát hiện và giải đến trước mặt Tào Tháo. Tào Tháo giễu cợt bạn cũ: "Sao lại đến nỗi này?", Thuần Vu Quỳnh đáp: "Thắng bại tại trời, hỏi để làm gì?". Tào Tháo nhớ lại mối giao tình hữu hảo trước đây với Thuần Vu Quỳnh và cả Viên Thiệu, chung nỗi bất mãn với hoạn quan và Đổng Trác chuyên quyền, nên có ý không muốn xử tử Thuần Vu Quỳnh. Hứa Du bèn can rằng Thuần Vu Quỳnh bị xẻo mũi, ắt sẽ không bao giờ quên nỗi nhục và ý muốn báo thù. Tào Tháo nghe vậy, bèn đồng ý giết Thuần Vu Quỳnh.
Sách "Tào Man truyện" chép Thuần Vu Quỳnh trước bị bắt, sau mới bị trảm. Tuy nhiên trong "Tam quốc chí - Nhạc Tiến truyện" lại ghi rằng Nhạc Tiến vượt sông truy kích Viên Thiệu ở Quan Độ, chém tướng của Thiệu là Thuần Vu Quỳnh. Ở trên chép theo thuyết của "Tào Man truyện".
Sau khi Thuần Vu Quỳnh chết, 2 đại tướng còn lại của Viên Thiệu là Trương Cáp, Cao Lãm cũng đầu hàng Tào Tháo. Viên Thiệu vì tổn thất quân lương, buộc phải rút quân. Về sau Tào Tháo tấu trình Hán Hiến Đế về chiến sự Quan Độ, đã nói rằng "trảm đại tướng của Thiệu là Thuần Vu Quỳnh cùng 8 kẻ cầm đầu khác", nêu tên Thuần Vu Quỳnh lên đầu, cho thấy việc chém Thuần Vu Quỳnh đối với Tào Tháo có ý nghĩa rất lớn.

## Hình ảnh trongTam quốc diễn nghĩa
Khác với mô tả trong sử liệu, Thuần Vu Quỳnh qua mô tả của La Quán Trung là một kẻ nóng tính, nghiện rượu, quân sĩ ai cũng sợ. Kể từ khi thống lĩnh 2 vạn quân đến Ô Sào, Quỳnh cả ngày chỉ cùng các tướng họp nhau uống rượu. Khi quân Tào tập kích Ô Sào, Quỳnh vẫn còn say rượu và nằm trong trướng. Khi đứng dậy, Quỳnh đã bị một chiếc móc câu kéo ngã xuống. Tào Tháo sai cắt cả tai mũi và mười ngón tay, trói Quỳnh vào mình ngựa rồi tha cho về trại Viên Thiệu để làm nhục Viên Thiệu. Viên Thiệu thấy thế rất tức giận, ra lệnh chém Thuần Vu Quỳnh.